# Механическая энергия
В физике механи́ческая эне́ргия описывает сумму потенциальной и кинетической энергий, имеющихся в компонентах механической системы. Механическая энергия — это энергия, связанная с движением объекта или его положением, способность совершать механическую работу; это энергия движения и сопровождающего его взаимодействия.

## Сохранение механической энергии
Закон сохранения механической энергии утверждает, что в консервативной системе, где совершают работу только консервативные силы, полная механическая энергия сохраняется.

## Отличие от других видов энергии
Классификация энергии по различным «типам» часто соответствует границам областей исследования в естественных науках.
- Химическая энергия — вид потенциальной энергии, запасённой в химических связях. Изучается в химии.
- Ядерная энергия — энергия, запасённая во взаимодействиях частиц в атомном ядре. Изучается в ядерной физике.
- Электромагнитная энергия — в виде электрических зарядов, магнитных полей и фотонов. Изучается в теории электромагнетизма.
- Различные формы энергии в квантовой механике, например, энергетические уровни электронов в атоме